# Verneuil-l'Étang
Verneuil-l'Étang és un municipi francès, situat al departament de Sena i Marne i a la regió de Illa de França. L'any 2007 tenia 3.058 habitants.
Forma part del cantó de Nangis, del districte de Provins i de la Comunitat de comunes de la Brie Nangissienne.

## Demografia

### Població
El 2007 la població de fet de Verneuil-l'Étang era de 3.058 persones. Hi havia 1.028 famílies, de les quals 184 eren unipersonals (84 homes vivint sols i 100 dones vivint soles), 256 parelles sense fills, 512 parelles amb fills i 76 famílies monoparentals amb fills.
La població ha evolucionat segons el següent gràfic:
Habitants censats

### Habitatges
El 2007 hi havia 1.094 habitatges, 1.041 eren l'habitatge principal de la família, 12 eren segones residències i 41 estaven desocupats. 805 eren cases i 275 eren apartaments. Dels 1.041 habitatges principals, 665 estaven ocupats pels seus propietaris, 362 estaven llogats i ocupats pels llogaters i 14 estaven cedits a títol gratuït; 16 tenien una cambra, 62 en tenien dues, 141 en tenien tres, 323 en tenien quatre i 499 en tenien cinc o més. 776 habitatges disposaven pel capbaix d'una plaça de pàrquing. A 454 habitatges hi havia un automòbil i a 479 n'hi havia dos o més.

### Piràmide de població
La piràmide de població per edats i sexe el 2009 era:
| Homes | Edats   | Dones |
| ----- | ------- | ----- |
| 0     | 95 o +  | 0     |
| 0     | 90 a 94 | 0     |
| 8     | 85 a 89 | 16    |
| 4     | 80 a 84 | 4     |
| 16    | 75 a 79 | 24    |
| 24    | 70 a 74 | 48    |
| 36    | 65 a 69 | 32    |
| 32    | 60 a 64 | 48    |
| 60    | 55 a 59 | 36    |
| 140   | 50 a 54 | 100   |
| 108   | 45 a 49 | 140   |
| 132   | 40 a 44 | 136   |
| 156   | 35 a 39 | 120   |
| 96    | 30 a 34 | 152   |
| 116   | 25 a 29 | 92    |
| 92    | 20 a 24 | 92    |
| 132   | 15 a 19 | 100   |
| 148   | 10 a 14 | 124   |
| 124   | 5 a 9   | 156   |
| 120   | 0 a 4   | 116   |

## Economia
El 2007 la població en edat de treballar era de 2.073 persones, 1.601 eren actives i 472 eren inactives. De les 1.601 persones actives 1.466 estaven ocupades (766 homes i 700 dones) i 135 estaven aturades (64 homes i 71 dones). De les 472 persones inactives 120 estaven jubilades, 212 estaven estudiant i 140 estaven classificades com a «altres inactius».

### Ingressos
El 2009 a Verneuil-l'Étang hi havia 1.084 unitats fiscals que integraven 3.235 persones, la mediana anual d'ingressos fiscals per persona era de 19.790 €.

### Activitats econòmiques
Dels 98 establiments que hi havia el 2007, 3 eren d'empreses extractives, 3 d'empreses alimentàries, 1 d'una empresa de fabricació de material elèctric, 12 d'empreses de fabricació d'altres productes industrials, 10 d'empreses de construcció, 20 d'empreses de comerç i reparació d'automòbils, 9 d'empreses de transport, 5 d'empreses d'hostatgeria i restauració, 2 d'empreses d'informació i comunicació, 1 d'una empresa financera, 3 d'empreses immobiliàries, 11 d'empreses de serveis, 10 d'entitats de l'administració pública i 8 d'empreses classificades com a «altres activitats de serveis».
Dels 22 establiments de servei als particulars que hi havia el 2009, 1 era una oficina de correu, 1 taller de reparació d'automòbils i de material agrícola, 4 paletes, 1 guixaire pintor, 2 fusteries, 2 lampisteries, 1 electricista, 1 empresa de construcció, 3 perruqueries, 3 restaurants, 1 agència immobiliària, 1 tintoreria i 1 saló de bellesa.
Dels 5 establiments comercials que hi havia el 2009, 1 era un hipermercat, 1 una botiga de més de 120 m², 2 fleques i 1 una joieria.
L'any 2000 a Verneuil-l'Étang hi havia 4 explotacions agrícoles.

## Equipaments sanitaris i escolars
L'únic equipament sanitari que hi havia el 2009 era una farmàcia.
El 2009 hi havia 1 escola maternal i 1 escola elemental. Verneuil-l'Étang disposava d'un col·legi d'educació secundària amb 494 alumnes.

## Poblacions més properes
El següent diagrama mostra les poblacions més properes.